# Schwifting
Schwifting è un comune tedesco di 878 abitanti, situato nel land della Baviera.